# 2902 Westerlund
2902 Westerlund este un asteroid din centura principală, descoperit pe 16 martie 1980 de Claes Lagerkvist.